# Canvi fonètic «f → h» del castellà
El canvi fonètic «f → h» és un fenomen consistent en el fet que, en certes condicions fonològiques, la f- inicial llatina es convertí en una h- aspirada que després desaparegué en les varietats estàndard del castellà, tot i que se'n conserva la pronunciació per a algunes paraules en diversos dialectes, sobretot en bona part d'Andalusia, Extremadura i Hispanoamèrica (i també es manté en els dialectes orientals de l'asturià, així com en el càntabre i l'extremeny). Aquest canvi fonètic és un dels trets més distintius del castellà entre les llengües romàniques, tot i que també s'ha produït en el gascó i, esporàdicament, en altres dialectes romanços.

## El fonema /f/ en la fonologia llatina

Principals pobles de la península Ibèrica preromana (ca. 300 aC) amb les llengües paleohispàniques que pogueren influir en el procés.

### Lloc de /f/ en el sistema consonàntic
En les paraules originals del llatí, el fonema /f/ només podia aparèixer en posició inicial, mentre que en posició intermèdia només es troba present en manlleus d'altres llengües (com per exemple en RUFUS, 'rogenc'). A més, en les paraules prefixades el segon element de les quals començava amb una F-, aquesta podia estar en posició intermèdia: DE-FENDERE, 'defensar'; CON-FUNDERE, 'confondre'; etc. Aquest so, en ser l'única fricativa labial sense cap parella (les altres fricatives eren /s/ i /h/; aquesta última desaparegué de la parla cap al segle i), s'ajustava de manera molt inestable al sistema consonàntic i, com a conseqüència, restava fàcilment sotmesa als canvis de l'evolució fonètica.

### Pronunciació de /f/
És possible que el so representat pel grafema F no fos labiodental sinó més aviat bilabial [ɸ], és a dir, com una v castellana, tot i que és molt difícil verificar-ho. Fins i tot, si la /f/ fos un fonema aïllat, podria haver tingut dos al·lòfons en la pronunciació. Alguns investigadors consideren que només era un tret propi desenvolupat pel castellà per influència de les llengües indoeuropees parlades a la zona on s'originà l'idioma, tot i que probablement no era la realització comunament estesa a Hispània; aquesta hipòtesi, tot i que és plausible, tampoc no es pot comprovar. De totes maneres, sembla més possible que en els dialectes iberoromànics la pronunciació més generalitzada fos la bilabial.
La realització fònica labiodental de /f/ –que es troba en el català, francès, italià, portuguès i romanès– podria haver sorgit per analogia del canvi [β] > [v], mitjançant el qual l'originalment semivocal /w/ del llatí –després d'una fase d'articulació tardana com a [β]– es consolidà com a /v/ labiodental en aquestes llengües. Aquesta última fase d'evolució, tanmateix, no es dugué a terme a les zones nord de la península Ibèrica; és a dir, suposant que la /f/ hagués sigut d'articulació labiodental, no hauria comptat amb una parella sonora i, per tant, tampoc s'hauria ajustat al sistema de consonants.

## Evolució de /f/ en castellà

### Possibles al·lòfons i la seva distribució
La realització del fonema /f/ com a fricatiu bilabial [ɸ] és bastant inestable, per la qual tendeix a patir certs canvis en la seva realització fonètica segons els sons amb els que entra en contacte. L'articulació [ɸ], depenent del context fonològic, podia tenir realitzacions de tipus fortis o de tipus lenis. Se suposa que tenia tres al·lòfons:
- [h] davant de les vocals velars /o, u/,
- [hɸ] (que també es pot transcriure com a [ɸh]) davant de la semivocal /w/, i
- [ɸ] en les altres posicions, és a dir, davant de les vocals /i, i, a/ i les consonants /j, r, l/.

Quan un fonema té diversos al·lòfons –com en aquest cas la /f/– sempre està sotmès a canvis potencials pel que fa a la distribució dels al·lòfons. Les condicions fonològiques poden reforçar (per exemple, precedida per una nasal /-nf-/ o per líquides com /-fl-, -fr-/) o bé relaxar l'articulació, fins a arribar a una simple aspiració. En el dialecte gascó de l'occità, independentment del context fonètic, aquesta articulació [h] es generalitzà en totes les posicions, mentre que en castellà només davant de vocals (amb l'excepció del diftong «ue»; vegeu l'apartat sobre el context fonològic a continuació):
- FRATRE > hrair 'germà', cast. fraile (fray)
- FRUCTU > h(e)ruta 'fruit', cast. fruto
- FLORE > hlor 'flor', cast. flor
- FESTA > hèsta 'festa', cast. fiesta
- FILU > hiu 'fil', cast. hilo o filo
- FATU > hada 'fada' (també en cast.)
- CONFINE > con·hin 'confí', cast. confín
- PROFUNDU > prohon 'profund', cast. profundo

També en altres regions de la Romània s'ha produït aquest tipus de canvi, com per exemple en algunes zones de Calàbria (Itàlia), on es dona h- en lloc de la F- llatina: FABA > hava, 'fava' (cast. haba), FEMINA > hímmina, 'femella' (cast. hembra), FERRU > hierru, 'ferro' (cast. hierro), FICU > hicu, 'figa' (cast. higo). Fins i tot hi ha aparicions també al nord (Brescia): FAMEN > ham, 'fam' (cast. hambre), FEBRUARIU > hebrer, 'febrer' (cast. febrero), FOLIA > hoja, 'fulla' (cast. hoja). El canvi també és comú en dialectes rurals del romanès, així com en macedoromanès i meglenoromanès: FILIU > hiu, 'fill' (cast. hijo), FERRU > hier (cast. hierro). En certes àrees aïllades de Sardenya, la f- desaparegué completament: FOCU > oku, 'foc' (cast. fuego), FUMU > ummu, 'fum' (cast. humo).>

### Primers testimoniatges escrits del canviament a la Castella històrica
La documentació més primerenca que atesta el canvi /f/ > /h/ o la pèrdua completa de /f/ en la Castella històrica (incloent-hi La Rioja) és del segle ix. En un dels documents, de l'any 863, el nom llatí FORTICIUS apareix en la forma Ortiço; més tard, en un altre del 927, com a Hortiço. A partir del segle xi el nombre d'aparicions augmenta, no només a Castella, sinó també en altres territoris. Com que el canvi ja apareixia esporàdicament en la llengua escrita, podria haver tingut lloc molt abans en la forma oral. No se sap amb certesa, tanmateix, si aquesta innovadora realització fònica era la general en tot el territori castellà. Probablement era pròpia només de les classes socials més baixes; és possible que les classes cultes i més conservadores pronunciessin una [f] o [ɸ] en totes les posicions, o bé que l'aspiració [h] s'articulés només davant de vocals velars. Malgrat tot, no es poden treure conseqüències definitives fins que aquesta evolució fonètica no es consolidés en l'escriptura, car durant segles l'aspiració era representada també pel grafema f-. Això queda ben comprovat en el Cantar de mio Cid, en el qual la preposició d'origen àrab hasta, 'fins a' (< ḥatta), apareixia en la forma fasta. Alhora, el castellà prengué la paraula àrab al-ḥanbal ('catifa') amb la pronunciació alfombra. Tot això indica que, realment, els parlants no podien percebre la diferència acústica entre les realitzacions [f] i [h], tal com ho considera Alarcos Llorach (1951, 39):
| «                 | En el sentiment del parlant la substitució de h per f no comportava cap canvi de significació; fonològicament, eren variants d'un sol fonema. Pels cultes, entre aquestes dos variants hi havia certa relació valorativa: la f era més culta, la h més rústica; ambdós sons eren, així doncs, variants estilístiques d'un sol fonema. | » |
| — Alarcos Llorach | |   |

### El context fonològic
Com es pot veure més amunt, en el castellà es generalitzà l'articulació aspirada amb [h] en totes les posicions prevocàliques:
- FACERE > hacer ('fer')
- FEMINA > hembra ('femella')
- FERRU > hierro ('ferro')
- FILIU > hijo ('fill')
- FOLIA > hoja ('fulla')
- FUMU > humo ('fum')
- Algunes excepcions (generalment cultismes) són: febrero ('febrer'), fiebre ('febre'), fiesta ('festa'), filo ('fulla') i fin ('fi').

Les paraules prefixades també han estat sotmeses a l'evolució en la mesura que els parlants les percebien com a tals:
- OFFOCARE > ahogar ('ofegar')
- SUFFUMARE > sahumar ('sufumigar')

En cas contrari, la -F- intervocàlica evolucionà, normalment, cap a una [β] (representada per v o b en l'escriptura), per analogia de l'evolució de les oclusives sordes originals:
- PROFECTU > provecho ('profit')
- RAPHANU (< grec ῥάφανος) > rábano ('rave')

També es produeixen exemples de pèrdua:
- DEFENSAM > dehesa ('devesa')

En el castellà antic, la seqüència -NF- donà -f (o -ff-): INFANTE > ifante o iffante ('infant'), que després es consolidà en la forma etimològica infante en el castellà contemporani.
La F- s'ha conservat davant de consonants, així com davant de la semivocal [w] (excepte a Andalusia i algunes zones dialectals d'Hispanoamèrica, on es pronuncia com una aspirada o una fricativa velar en aquesta posició); això darrer s'explica perquè la [w] té una articulació labial que podia indicar la conservació com a tal de l'articulació de la també labial [ɸ] o [f]:
- FLORE > flor ('flor')
- FRIGIDU > frío ('fred')
- FORTE > fuerte ('fort')
- FUIMUS > fuimos ('fórem')

Hi ha, tanmateix, uns pocs exemples en què el grup FL- perd la F- inicial (ex., FLACCIDU > lacio, 'flàccid'), cosa que suggereix que en algunes rares ocasions podia, potser, aparèixer l'aspiració [hl-]; no obstant això, en la majoria dels casos la f es conserva en aquest context (és probable que aquí altres factors hi hagin intervingut, cf. amb la palatalització perdent després l'oclusiva dels grups inicials CL- i PL-).

## El canvi /f/> /h/ i el bilingüisme basc-llatí

### Arguments a favor del substrat euskera
Una de les explicacions més generals i acceptades sobre les possibles causes del fenomen s'atribueix a Ramón Menéndez Pidal. Segons aquest, el que inicià el canvi fou el substrat basc. La seva teoria, de manera resumida, sosté que els bascos i els càntabres (i presumiblement també els ibers), les llengües dels quals mancaven del so [f], l'anaven substituint per una aspiració en [h] que, acústicament, era el so més proper. Això concorda amb el fet que els primers indicis escrits del canvi sorgiren al nord de Castella, que eren zones limítrofes amb àrees de llengua basca i, més enllà dels Pirineus, a la Gascunya, que també era habitada originalment de pobles que parlaven l'èuscar o un idioma semblant en l'antiguitat.
Encara que el mateix canvi tingués lloc en altres regions de la Romània, són només el castellà i el gascó les llengües en les quals s'ha consolidat i generalitzat, és a dir, es tracta de dues àrees en les quals s'ha demostrat la presència antiga de pobles bascos-aquitans en època anterior a les conquestes romanes.

### Objeccions a les teories substratistes
La teoria exposada a l'apartat anterior té algunes objeccions. Principalment, amb els coneixements d'avui en dia, no se sap si el so aspirat [h] existia en el basc medieval, però tampoc no és impossible. Davant d'aquesta incertesa sorgeix la pregunta de si aquesta [h] realment substituí la [f] (la qual, segons Menéndez Pidal, era definitivament d'articulació labiodental i no bilabial) i, d'altra banda, si és segur que els bascòfons no eren capaços de pronunciar la [f] labiodental (tenint en compte que en certs dialectes de l'èuscar, la que anteriorment era una bilabial fricativa evolucionà cap a una [f] labiodental en posició intervocàlica). Tal com afirma el filòleg basc Koldo Mitxelena:
| «                 | (…) els bascos no semblen haver trobat gaire dificultats per pronunciar-ho a partir d'una data bastant antiga. | » |
| — Koldo Mitxelena | |   |

Un altre argument contra el substrat basc és que, en el romanç de Navarra –una àrea on vivien molts bascòfons– la /f/ inicial s'ha conservat. Per tant, si la presència d'una nombrosa població basca hagués sigut un factor tan important, es podria considerar que hauria d'haver tingut algun efecte en el dialecte romanç navarrès.
Altres expert han enfocat al problema amb plantejaments més generals. Si el canvi /f/> /h/ també apareix en altres regions de llengua neollatina, per què caldria posar-lo en relació amb un substrat basc en concret? Alguns investigadors consideren que si el fenomen pogués ser explicat per causes internes estructurals de la llengua, no seria necessari buscar motius addicionals. Així, segons raona Malmberg si es parteix del fet que el fenomen consisteix en la pèrdua d'un tret articulatori, en concret, la labialitat, en certes àrees aïllades dels altres dialectes romànics occidentals, no necessàriament hi ha d'haver altres causes per iniciar el canvi.

### Hipòtesis alternatives
A més de les teories donades a conèixer més amunt, hi hagué professionals que analitzaren el problema a partir d'aspectes més abstractes. Així per exemple, el filòleg espanyol de gran renom, el Dr. Gregorio Salvador, membre actual de la Reial Acadèmia Espanyola, presentà el 1983 la seva «hipòtesi geològica», segons la qual la causa principal motivadora del fenomen era que els castellanòfons primitius perderen la seva dentadura per l'absència de fluor a les aigües de Castella. Quant a la seva hipòtesi, fins i tot es dugueren a terme anàlisis hidrològiques a Castella i Aragó, però els resultats revelaren que no hi ha diferències significativa entre la composició de les aigües en les dues regions quant al seu escàs contingut de fluor. El 1986, José Ramón Maruri, de la Universitat de Navarra, reaccionà sarcàsticament a la teoria del Dr. Salvador, traient-ne la següent conclusió:
| «                   | És evident que, si les dents dels castellans primitius no resistiren a l'acció destructora de les aigües, el mateix destí devien patir les dents dels alt-aragonesos. No s'explica, doncs, com s'ho apanyaren aquests desdentats per mantenir intacta la F- inicial llatina que els altres perderen amb la dentadura. En la hipòtesi del Dr. Salvador hi ha alguna falla… geològica. | » |
| — José Ramón Maruri | |   |

## Conclusions
El problema de les teories conegudes fins avui en dia ha estat que simplifiquen bastant la qüestió. Els investigadors, tant els seguidors de les hipòtesis substratistes com els seus oponents, han intentat explicar el canvi amb una sola causa quan, de vegades, un sol factor no és l'únic responsable d'un canvi lingüístic, sinó que el procés pot ser més complex.
Els que han posat el fenomen en relació amb el substrat basc no han explicat detalladament com podia actuar i tampoc no han examinat altres circumstàncies. Naturalment, l'ús de l'expressió «substrat» no resulta molt afortunat en aquest cas, car això suposa que l'evolució ja s'efectuà a l'època romana quan els conqueridors llatins s'establiren a la península. Dels documents disponibles es dedueix que el canvi fonètic degué tenir lloc al voltant dels segles viii i x i, per tant, potser seria més encertat parlar d'influència d'«adstrat» i no de «substrat lingüístic». Alhora, els que s'oposaven a les teories de substrat han descartat la possibilitat que el bilingüisme basc hagi tingut algun paper en el canvi. Els que han tractat d'explicar el fenomen amb arguments més generals, com que «també apareix en altres llocs de la Romània», no han tingut en compte que la mateixa evolució fonètica pot ser provocada per diferents motius en diferents territoris.
En resum, es pot concloure que ningú no ha analitzat satisfactòriament la complexitat del fenomen, és a dir, que tant el bilingüisme basc com causes estructurals internes de la llengua podrien haver intervingut en la realització del canvi. Un altre problema és que, tot i que s'han realitzat i es continuen realitzant noves investigacions al respecte, els resultats han estat ignorats fins i tot per les publicacions lingüístiques més recents. Finalment, cal dir que la f- que apareix en les paraules del castellà actual ha estat reintroduïda en la llengua per mitjà de cultismes i semicultismes.